# Ольховская, Ирина Валентиновна
Ольховская Ирина Валентиновна (род. 27 марта 1983, Киев) — украинская телеведущая, автор автомобильного шоу «Блондинка Рулит!» (BlondDrive).

## Биография
Ирина была младшим ребёнком в семье. C 6 лет занималась вокалом; пела в вокально-инструментальном ансамбле «Бусинки», преимущественно солировала, участвовала с этим коллективом в концертах родного города, а также выездных концертах за пределами СССР.
В 2000 году, в возрасте 17 лет, участвовала в первом конкурсе красоты «Мисс Киева» и получила титул «Мисс симпатия киевских красавиц» (Киев, Украина). В этом же году получила титул «II Вице-Королева Киева» в конкурсе красоты «Королева Киева» (Киев, Украина). После окончания школы поступила в Киевский национальный торгово-экономический Университет на юридический факультет. Параллельно с учёбой совмещала модельную карьеру. Сотрудничала с агентствами Karin Model Management Group и Linea-12.
В 2001 году окончила курс «Диктор и ведущая радио, телепрограмм» при Украинском институте повышения квалификации работников радио, телевидения и прессы.
В 2002 году работала на телеканале CJ O Shopping в городе Сеул, Южная Корея.
В 2008 году вошла в Top 8 лучших Playmate мира по версии журнала Playboy и была приглашена на съёмку обложки юбилейного журнала Playboy в Лос-Анжелес в поместье Хью Хефнера.
В 2009 в Ливане впервые снялась в клипе ливанского режиссёра Набиль Леббоса (англ. Nabil Lebbos) «Ba’tezer Mennak».
В 2010 году в Нью-Йорке снялась в клипе Шонна Карра «Bonnie & Clyde» совместно с голливудским актёром Армандом Ассанте и ведущим популярного американского телевизионного реалити-шоу American Chopper — Пол Тютул. В 2010—2011 годы — блогер в агентстве креативных интернет-кампаний Skykillers. Видео, которые она снимала и монтировала, выходили на YouTube-канале KastelReality; количество просмотров одного видео достигло 6 млн. В 2012 году создала свою собственную автомобильную передачу, которая выходит на канале YouTube — Блондинка Рулит! (BlondDrive). Передача стала популярной в 113 странах мира[каких?]. О ней написали такие популярные автомобильные эксперты как Jalopnik и Top Gear. В 2011—2013 годы — телеведущая передачи «Кинофайлы» на телеканале 2+2 (Киев, Украина).
В 2014 году повторно вошла в Top 8 лучших Playmate мира по версии журнала Playboy. Её фото так же появилось на обложке юбилейного журнала Playboy.
2015 год — ведущая самого большого ювелирного аукциона на телеканале СТВ (Алматы, Казахстан). В этом же году совместно с сестрой Мариной Ольховской создала креативное агентство по продвижению товаров и услуг в интернете O3 Creative Media Group.
Является автором проектов «Top Girl» и «Мобильная блондинка».

## Телевизионные программы
- 2010—2011 год — блогер на YouTube-канале KastelReality[7][8].
- 2011—2013 — ведущая передачи «Кинофайлы» на телеканале 2+2[9].
- 2012—2014 — ведущая на YouTube-канале BlondDrive.tv[10].
- 2015 — телеведущая ювелирного аукциона в Алматы, Казахстан, на телеканале СТВ.

## Титулы и награды
- 2000 — «Мисс Киева» (Киев, Украина).
- 2000 — «II Вице-Королева Киева» (Киев, Украина).
- 2008, 2014 — Одна из 8-ми лучших Playmate мира по версии журнала Playboy (LA, USA)

## Семья
- Отец: Ольховский Валентин Иванович (род. 1 января 1950).
- Мать: Ольховская Людмила Максимовна (род. 1 ноября 1956).
- Сестра: Ольховская Марина Валентиновна (род. 23 сентября 1978).